# مریوت (دهانه)

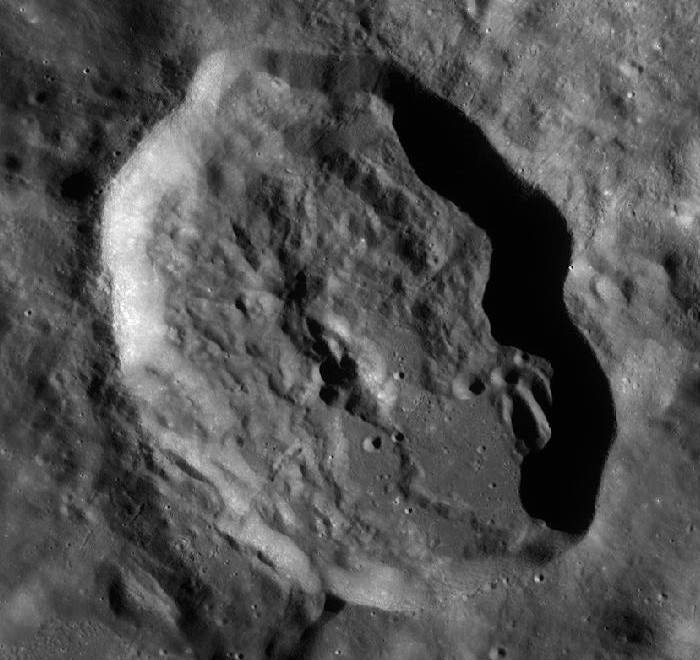
تصویر LRO از دهانه مریوت در ماه (سال ۲۰۱۶)

مریوت یک دهانه برخوردی در ماه‌ است.

## دهانه‌های اقماری
این دهانه ۵ دهانه اقماری دارد.
| Mariotte | عرض جغرافیایی | طول جغرافیایی | قطر          |
| -------- | ------------- | ------------- | ------------ |
| P        | ۲۹.۹° S       | ۱۳۹.۷° W      | ۳۰.۰ کیلومتر |
| Z        | ۲۲.۹° S       | ۱۳۹.۰° W      | ۴۷.۰ کیلومتر |
| R        | ۳۰.۱° S       | ۱۴۱.۶° W      | ۳۳.۰ کیلومتر |
| U        | ۲۷.۹° S       | ۱۴۲.۸° W      | ۳۴.۰ کیلومتر |
| X        | ۲۵.۳° S       | ۱۴۰.۰° W      | ۲۰.۰ کیلومتر |